# Pirimidină
Pirimidina (1,3-diazina) este un compus heterociclic aromatic asemănător piridinei. Cei doi atomi de azot sunt plasați în heterociclu în pozițiile 1 și 3. Această substanță generează unele baze azotate din 
acizii nucleici în care există trei baze azotate derivate de la pirimidină, numite  baze pirimidinice: citozina, timina și uracilul.